# 17214 Neervannan
17214 Neervannan este o planetă minoră (asteroid) din centura de asteroizi. A fost descoperită pe 8 ianuarie 2000 la Experimental Test Site⁠(d) de Lincoln Near-Earth Asteroid Research. 
Obiectul prezintă o orbită caracterizată de o semiaxă mare de 2,3615912 UAi, o excentricitate de 0,13, o înclinație de 11,63575 ° în raport cu ecliptica.